# Above & Beyond
Above & Beyond este o formație britanică de muzică trance, formată în anul 2000 de Jono Grant, Tony McGuinness și Paavo Siljamäki. Trioul este popular pe scena muzicii trance pentru producțiile lor de uplifting trance și pentru colaborările lor cu cațiva soliști vocali. Ei dețin casele de discuri londoneze de muzică dance electronic Anjunabeats și Anjunadeep, și, de asemenea găzduiesc un show radio săptămânal: Group Therapy Radio. Melodiile grupului sunt folosite de DJ cunoscuți: Tiësto, Armin van Buuren, Ferry Corsten, ATB, Judge Jules si Paul van Dyk. Trio-ul este prezent constant în „DJ Magazine's Top 100 DJs Poll”, situându-se pe locul #6 în 2007, #4 în 2008 & 2009, #5 în 2010 & 2011, și cel mai recent pe #29 în 2015.

## Producții importante
Single-ul formației Above & Beyond “No One On Earth” a fost votat melodia anului 2004 în emisiunea radio A State Of Trance a DJ-ului olandez in Armin van Buuren.
La începutul anului 2006 trupa a lansat albumul lor de debut, “Tri-State”. Revista britanică DJ Magazine a acordat albumului 5 stele, spunând că este “Un amestec de ritmuri electronice elegante, texturi filmice luxuriante și un stil de scris de modă veche”. Un alt single de succes de pe album este “Air for Life” (cu Andy Moor), care a câștigat premiul pentru cel mai bun “Underground Dance Track” în anul 2006 la Miami Winter Music Conference. “Alone Tonight” (cu Richard Bedford) a fost nominalizat pentru cel mai bun cântec progressive house / trance la a 22-a ediție International Dance Music Awards, care a avut loc la Miami WMC în 2007.

## Carieră
În anul 2002 trupa și-a început cariera de DJ în Tokyo, în față la 8000 de clubberi, la un concert unde au mai mixat Ferry Corsten și Tiësto. După un început lent al carierei lor, au devenit apoi considerați cei mai căutați DJ la festivalurile trance și cluburile din întreaga lume, aici incluzând Rockness, Glastonbury and Creamfields și Godskitchen Global Gathering din Marea Britanie și Amnesia din Ibiza, Spania. În plus, pe 31 decembrie 2007, Above & Beyond a găzduit, neoficial, cel mai mare concert de DJ realizat vreodată în Bara Beach, Rio de Janeiro, unde au mixat pentru aproximativ un million de persoane.

## Discografie
Trupa  Above & Beyond a lansat primul album “Tri-State” în marie 2006. Albumul conține colaborări cu Zoe Johnston, Bedford Richard și Andy Moor. Primul single de pe album, “Air for Life”, a fost lansat în iulie 2005. În iulie 2008, Above & Beyond a lansat albumul “Sirens of the sea” iar in 2009 a lansat albumul “Sirens of the sea” varianta remixată.  Primul single de pe album, “Anjunabeach” a fost lansat în octombrie 2009.

### Albume
- Tri-State (2006)
- Group Therapy (2011)
- Acoustic (2014)
- We Are All We Need (2015)
- Acoustic II (2016)
- Common Ground (2018)

Ca OceanLab
- Sirens of the Sea (2008)

### Compilații
- 2003 "Anjunabeats Volume One"
- 2004 "Anjunabeats Volume Two"
- 2005 "Anjunabeats Volume Three"
- 2006 "Anjunabeats Volume Four"
- 2007 "Anjunabeats Volume Five"
- 2008 "Anjunabeats100 + From Goa To Rio"
- 2008 "Anjunabeats Volume Six"
- 2009 "Anjunadeep:01"
- 2009 "Anjunabeats Volume 7"
- 2009 "Trance Nation"
- 2010 "Anjunabeats Volume 8"
- 2011 "10 Years of Anjunabeats"
- 2011 "Anjunabeats Volume 9 (Noiembrie 2011)"

### Singles
| ca Above & Beyond - 2002 "Far from in Love" - 2004 "No One on Earth" - 2005 "Air for Life" (with Andy Moor) - 2006 "Alone Tonight" - 2006 "Can't Sleep" - 2007 "Good for Me" (featuring Zoë Johnston) - 2007 "Home" - 2009 "Anjunabeach" - 2010 "Anphonic" (with Kyau & Albert) - 2011 "Sun & Moon" (featuring Richard Bedford) - 2011 "Thing Called Love" (featuring Richard Bedford) - 2011 "You Got To Go" (featuring Zoë Johnston) - 2013 "Walter White" - 2018 "Red Rocks" - 2018 "Rocket Science" ca Above & Beyond presents OceanLab - 2001 "Clear Blue Water" - 2002 "Sky Falls Down" - 2003 "Beautiful Together" - 2004 "Satellite" - 2008 "Sirens Of The Sea" - 2008 "Miracle" - 2008 "Breaking Ties" - 2009 "On A Good Day" - 2009 "Lonely Girl" - 2010 "If I Could Fly on the Surface" - 2010 "On a Good Day (Metropolis)" | ca Anjunabeats - 2000 "Volume One" ca Above & Beyond presents Tranquility Base - 2001 "Razorfish" - 2004 "Surrender" - 2005 "Getting Away" - 2007 "Oceanic" - 2008 "Buzz" - 2009 "Buzz (Buzztalk Mix)" ca Dirt Devils - 2000 "Disco Fans" - 2000 "The Drill" - 2003 "Music Is Life" ca Free State - 2000 "Different Ways" - 2001 "Release" ca Rollerball - 2003 "Albinoni" as Tongue Of God - 2001 "Tongue Of God" ca Zed-X - 2003 "The Storm" |

### Remixuri
| ca Above & Beyond - 2000 Chakra - Home (Above & Beyond Mix) - 2000 Aurora - Ordinary World (Above & Beyond Remix) - 2000 Fragma - Everytime You Need Me (Above & Beyond Remix) - 2000 Adamski - In The City (Above & Beyond Mix) - 2001 Armin van Buuren presents Perpetuous Dreamer - The Sound Of Goodbye (Above & Beyond Remix) - 2001 Anjunabeats - Volume One (Above & Beyond Remix) - 2001 Anjunabeats - Volume One (Free State vs. Dirt Devils Remix) - 2001 Ayumi Hamasaki - M (Above & Beyond Vocal Dub Mix) - 2001 Ayumi Hamasaki - M (Above & Beyond Typhoon Dub Mix) - 2001 Ayumi Hamasaki - M (Above & Beyond Vocal Mix) - 2001 The Mystery - Mystery (Above & Beyond Remix) - 2001 Three Drives On A Vinyl - Sunset On Ibiza (Above & Beyond Remix) - 2001 Dario G - Dream To Me (Above & Beyond Mix) - 2001 Delerium - Underwater (Above & Beyond's 21st Century Mix) - 2001 Madonna - What It Feels Like For A Girl (Above & Beyond 12" Club Mix) - 2002 Catch - Walk On Water (Baby U Can) (Above & Beyond Remix) - 2002 Every Little Thing - Face The Change (Dirt Devils vs. Above & Beyond Remix) - 2002 Vivian Green - Emotional Rollercoaster (Above & Beyond Mix) - 2003 Billie Ray Martin - Honey (Above & Beyond Club Mix) - 2003 Billie Ray Martin - Honey (Above & Beyond Dub Mix) - 2003 Rollerball - Albinoni (Above & Beyond Remix) - 2003 Motorcycle - As The Rush Comes (Above & Beyond's Dynaglide Mix) - 2003 Tomcraft - Loneliness (Above & Beyond Remix) - 2003 Exile - Your Eyes Only (Aimai Naboku Rinkan) (Above & Beyond Mix) - 2003 Matt Hardwick vs. Smith & Pledger - Day One (Above & Beyond's Big Room Mix) - 2003 Rusch & Murray - Epic (Above & Beyond Remix) - 2003 Madonna - Nobody Knows Me (Above & Beyond 12" Mix) - 2004 Britney Spears - Everytime (Above & Beyond's Club Mix) - 2004 Chakra - I Am (Above & Beyond Mix) - 2004 Dido - Sand In My Shoes (Above & Beyond's UV Mix) - 2004 Delerium - Silence (Above & Beyond's 21st Century Remix) - 2004 OceanLab - Satellite (Original Above & Beyond Mix) - 2005 Ferry Corsten & Shelley Harland - Holding On (Above & Beyond Remix) - 2006 Cara Dillon vs. 2Devine - Black Is The Colour (Above & Beyond's Divine Intervention Remix) - 2007 Adam Nickey - Never Gone (Original Mix) (Above & Beyond Respray) - 2007 DT8 Project - Destination (Above & Beyond Remix) - 2007 Purple Mood - One Night In Tokyo (Above & Beyond Remix) - 2008 Radiohead - Reckoner (Above & Beyond Remix) - 2009 Dirty Vegas - Tonight (Above & Beyond Remix) | ca Dirt Devils - 2000 Free State - Different Ways (Dirt Devils Remix) - 2000 The Croydon Dub Heads - Your Lying (Dirt Devils Remix) - 2001 Free State - Release (Dirt Devils Rumpus Dub) - 2001 Anjunabeats - Volume One (Free State vs. Dirt Devils Remix) - 2002 Modulation - Darkstar (Dirt Devils Remix) - 2002 Every Little Thing - Face The Change (Dirt Devils vs. Above & Beyond Remix) - 2002 Day After Tomorrow - Faraway (Dirt Devils 12" Mix) - 2002 Day After Tomorrow - Faraway (Dirt Devils Inst) - 2002 Matt Cassar presents Most Wanted - Seven Days And One Week (Dirt Devils Mix) - 2002 Future Breeze - Temple Of Dreams (Dirt Devils Remix) - 2003 Ayumi Hamasaki - Voyage (Dirt Devils Remix) ca Free State - 2000 4 Strings - Day Time (Free State Vocal Mix) - 2000 Icebreaker International Port of Yokohama (The Free State YFZ Mix) - 2001 Anjunabeats - Volume One (Free State vs. Dirt Devils Remix) |